# Swjatlana Zichanouskaja
Swjatlana Heorhijeuna Zichanouskaja (belarussisch Святлана Гео́ргіеўна Ціханоўская, russisch Светлана Георгиевна Тихановская Swetlana Georgijewna Tichanowskaja; * 11. September 1982 in Mikaschewitschy, Belarussische SSR, Sowjetunion als Swjatlana Piliptschuk) ist eine belarussische parteilose Bürgerrechtlerin. Sie war Kandidatin bei der Präsidentschaftswahl in Belarus 2020.
Den offiziell bekannt gegebenen Ergebnissen der Wahlen vom 9. August 2020 zufolge erhielt Zichanouskaja etwas mehr als 10 % der Stimmen und belegte damit den zweiten Platz. Ihren Unterstützern und einer Reihe von Analysten zufolge waren die Abstimmungsergebnisse gefälscht: Tatsächlich erhielt Zichanouskaja deutlich mehr Stimmen als von den Behörden angekündigt und sollte als gewählte Präsidentin des Landes gelten.
Nach der Bekanntgabe der offiziellen Ergebnisse der Wahlen in Belarus kam es zu landesweiten Protesten. Zichanouskaja prangerte die Machtübernahme durch den amtierenden Präsidenten Lukaschenka als Usurpation an und forderte faire Neuwahlen. Am 11. August 2020 verließ Zichanouskaja Belarus und ließ sich in Litauen nieder; danach unternahm sie mehrere Reisen in europäische Länder.

## Leben
Zichanouskaja schloss die Mittelschule in Mikaschewitschy ab und studierte ab 2000 Pädagogik an der Staatlichen Pädagogischen Universität in Masyr mit dem Schwerpunkt Deutsch und Englisch. Anschließend arbeitete sie als Übersetzerin, unter anderem für die in Irland ansässige Organisation „Chernobyl Life Line“. Schließlich war sie als Hausfrau tätig.
Zichanouskaja ist mit dem politischen Aktivisten Sjarhej Zichanouski verheiratet. Sie haben einen Sohn und eine Tochter. Mehr als ein Jahr, nachdem ihr Mann im Zuge seiner Präsidentschaftskandidatur in Belarus festgenommen worden war, wurde dieser im Dezember 2021 zu 18 Jahren Haft verurteilt.

## Präsidentschaftskandidatin

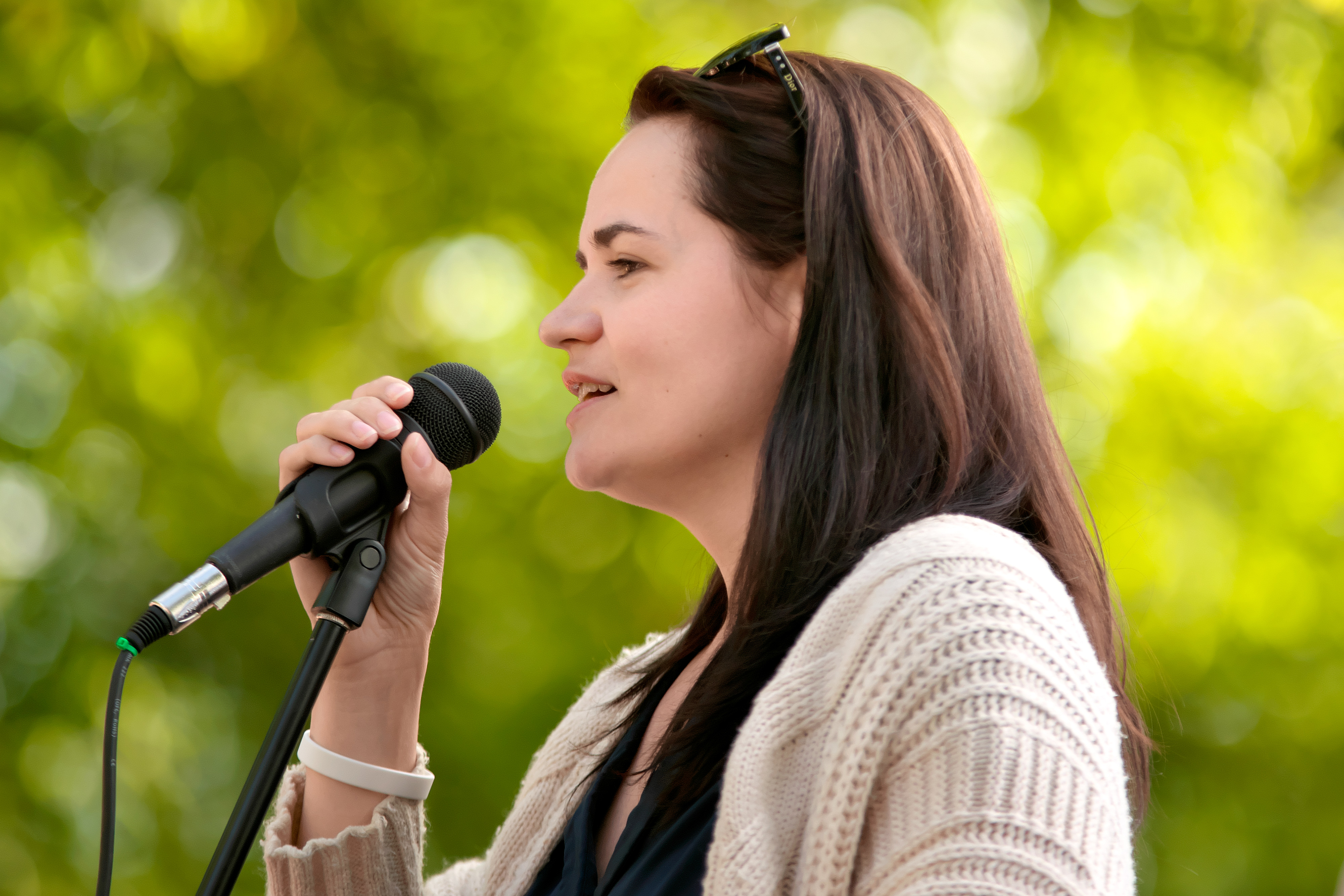
Zichanouskaja bei einer Wahlkampfveranstaltung in Wizebsk

Zichanouskajas Ehemann, Sjarhej Zichanouski, hatte angekündigt, für die kommende Präsidentschaftswahl kandidieren zu wollen. Am 15. Mai 2020 wurde ihm dies jedoch von der Zentralen Wahlkommission verwehrt. Infolgedessen beschloss seine Ehefrau, für die Wahl anzutreten, während Zichanouski die Leitung des Wahlkampfteams übernahm. Am 29. Mai wurde Zichanouski von den belarussischen Behörden unter dem Vorwurf der Vorbereitung eines schwerwiegenden Verstoßes gegen die öffentliche Ordnung festgenommen. Die Vorwürfe werden weithin als vorgeschoben und rein machtpolitisch motiviert angesehen; u. a. Amnesty International fordert deswegen seine Freilassung.
Zichanouskaja wird von Weranika Zepkala, der Ehefrau und Wahlkampfmitarbeiterin des ebenfalls nicht zur Wahl zugelassenen Waleryj Zepkala, und von Maryja Kalesnikawa, der Koordinatorin des Wahlkampfteams des festgenommenen Präsidentschaftskandidaten Wiktar Babaryka, unterstützt.
Zichanouskaja forderte die Freilassung von politischen Gefangenen sowie eine erneute Abhaltung von Wahlen unter freien und fairen Bedingungen. Als sie während des Wahlkampfes Drohungen erhielt, dass sie festgenommen würde und ihre Kinder in ein Waisenhaus gebracht würden, ließ sie ihre Kinder in ein nicht genanntes EU-Land bringen.
In der Woche vor der Wahl, insbesondere aber am Tag vor der Wahl, wurde die Wahlkampfleiterin von Zichanouskaja vorübergehend verhaftet. Insgesamt wurden sieben Mitglieder ihres Stabs vor der Wahl festgenommen.

## Politisches Wirken nach der Wahl

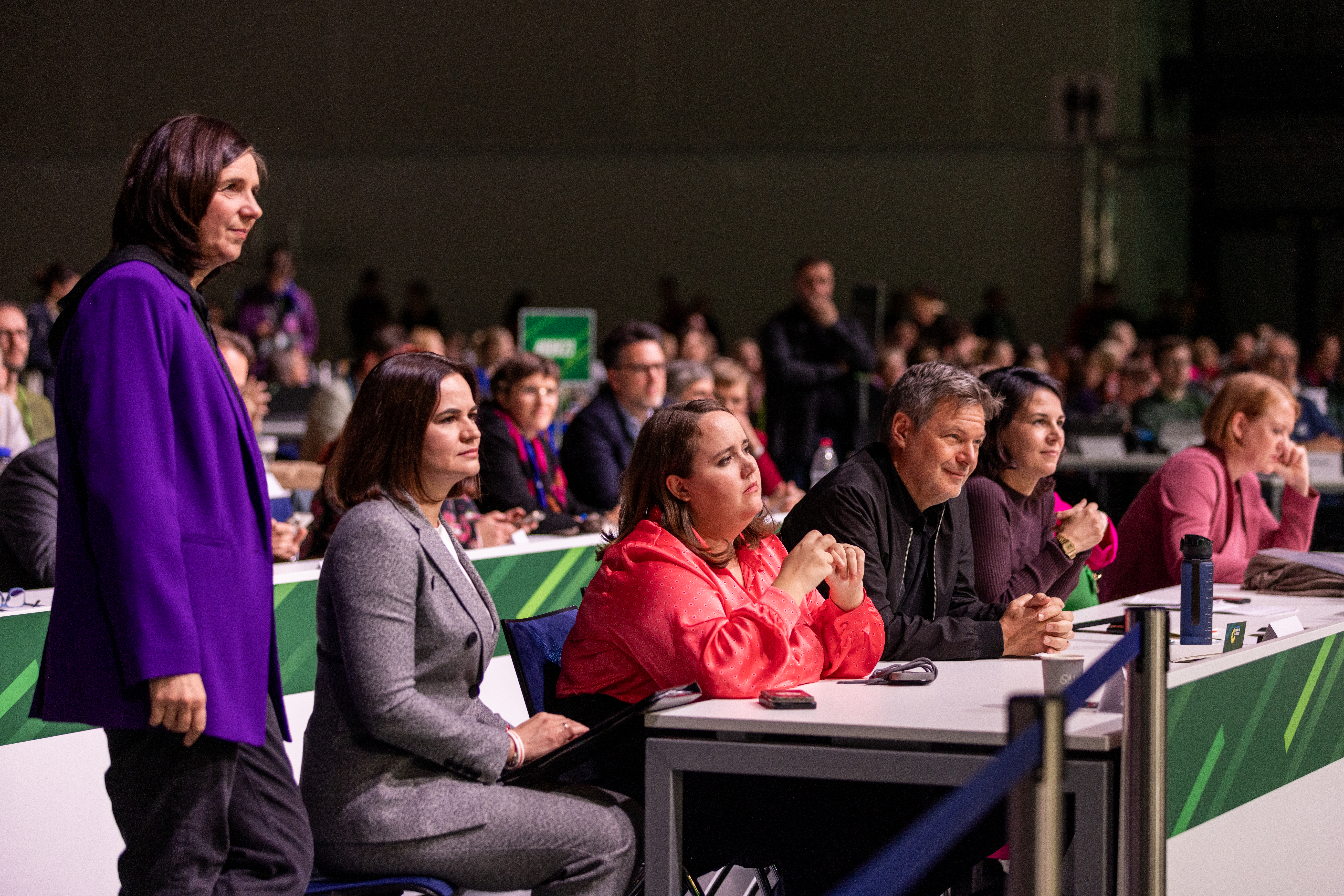
Zichanouskaja beim Bundesparteitag der Grünen in Karlsruhe, November 2023

Zwei Tage nach der Wahl wurde bekannt, dass Zichanouskaja ins Nachbarland Litauen ausgereist war. Die Umstände waren unklar: Während sie nach eigenen Angaben bei ihrer Entscheidung nicht beeinflusst worden war, gab eine Wahlkampfmitarbeiterin an, die Behörden hätten Zichanouskaja dazu gezwungen.
Sie erklärte – später auch bei einem Besuch in Berlin –, sie wolle weiterhin die Führung im Land übernehmen und den Übergang organisieren. Zudem rief sie zu friedlichen Protesten gegen Lukaschenka auf. Auf ihre Anregung hin bildete sich ein Koordinierungsrat für einen friedlichen Machtübergang. Belarussische Behörden schrieben Zichanouskaja wegen öffentlicher Aufrufe zur Machtergreifung zur internationalen Fahndung aus.
Im Oktober 2020 gab sie eine Pressekonferenz beim German Marshall Fund in Berlin und wurde von Angela Merkel im Bundeskanzleramt zum Gespräch empfangen. Am 16. Dezember 2020 hielt sie in Brüssel ihre erste große Rede vor dem EU-Parlament. 
Am 24. Februar 2022, dem Tag des russischen Angriffs auf die Ukraine, erklärte sich Zichanouskaja zur rechtmäßigen Vertreterin des belarussischen Volkes. Die unter Mithilfe Lukaschenkas und zum Teil von belarussischem Boden ausgehende Militäraktion bewogen Zichanouskaja zu der Annahme, dass die Situation in Belarus nicht mehr allein als innenpolitische Krise anzusehen sei. (Siehe auch: Belarus und der russische Überfall auf die Ukraine.)
Am 17. Januar 2023 begann in Minsk in Abwesenheit der Angeklagten und vier ihrer Verbündeten ein Prozess gegen Zichanouskaja. Ihr wurden unter anderem „Hochverrat“ und „Verschwörung zum Sturz der Regierung“ vorgeworfen. Im schweizerischen Davos bezeichnete Zichanouskaja den Prozess als „Farce“ und „persönliche Rache“ von Lukaschenka. Im März 2023 wurde sie schuldig gesprochen und zu 15 Jahren Haft verurteilt, der ebenfalls im Exil lebende Pawel Latuschka zu 18 Jahren Haft, Maryja Maros, Wolha Kawalkowa und Sjarhej Dyleuski zu jeweils zwölf Jahren Haft.
Im Januar 2023 erklärte das Innenministerium von Belarus die Strukturen von Swjatlana Zichanouskaja zu einer extremistischen Gruppe. Mitgliedern extremistischer Gruppen drohen nach belarussischem Recht Haftstrafen.
Zichanouskaja lebt in Vilnius.

## Auszeichnungen
- 2020: Sacharow-Preis (Preis für Demokratie und Menschenrechte)[21]
- 2020: Freiheitspreis Litauens (Entgegengenommen für die gesamte demokratische Opposition in Belarus.)[22]
- 2020: List of the BBC’s 100 Women[23]
- 2020: The Bloomberg 50[24]
- 2021: Lew-Kopelew-Preis
- 2021: Fritz-Csoklich-Preis[25]
- 2021: Lothar-Kreyssig-Friedenspreis[26]
- 2022: Karlspreis[27]